# اقکند (کبودرآهنگ)
اقکند (کبودرآهنگ)، روستایی از توابع بخش شیرین‌سو شهرستان کبودرآهنگ در استان همدان ایران است.

## جمعیت
این روستا در شهرستان(کبودرآهنگ)بخش شیرین‌سو قرار دارد و براساس سرشماری مرکز آمار ایران در سال ۱۳۹۵، جمعیت آن۲۶۰۰ نفر ۵۲۰ خانوار) بوده‌است.